# Tantilla melanocephala
Tantilla melanocephala (неотропічна чорноголова змія) — вид змій родини полозових (Colubridae). Мешкає в Південній Америці і Панамі.

## Опис
Довжина неотропічної чорноголової змії становить 50 см, враховуючи хвіст довжиною 10 см. Верхня частина тіла блідо-коричнева або червона, у деяких особин на спині 3-5 вузьких коричневих смуг. Верхня частина голови і шиї чорні або темно-коричневі. Нижня частина тіла жовта або темно-коричнева. Спинні луски гладкі, формують 15 рядів посередині тіла.

## Поширення і екологія
Неотропічні чорноголові змії поширені від Панами через більшу частину Південної Америки на південь до Аргентини і Уругваю та на Тринідаді і Тобаго. Також цей вид був інтродукований на Гренаду та на Сент-Вінсент і Гренадини. Вони живуть в саванах, на луках, в сухих і вологих тропічних лісах, на узліссях, на плантаціях, пасовищах та в садах. Зустрічаються на висоті до 2750 м над рівнем моря. ведуть денний, наземний, риючий спосіб життя. Живляться багатоніжками та іншими безхребетнними. Відкладають яйця.